# 未熟児網膜症
未熟児網膜症（みじゅくじもうまくしょう、英: Retinopathy of prematurity, ROP）は、新生児の眼の網膜血管の未熟性に関連し、病態の悪化に伴い増殖性変化をきたし、重症例では網膜剥離を併発し失明にいたる疾患。
主に2500g以下の低体重出生児の酸素療法に関連し発生する障害で、32週未満 1500g以下の極小未熟児の失明が多発し社会問題にもなった。特に、出生体重1000g未満の新生児では 47〜80%に発生し、21〜43% が重症である。

## 概要
網膜血管の未熟性に関連し、網膜血管の進展不足により、網膜周辺部の無血管野が生じる。その境界部から新生血管・線維性増殖を生じ、網膜剥離に進展する。出生体重1800g以下、在胎週数34週以下の未熟児に対しては定期的な観察が必要である。初回検査時期は生後3週目又は修正在胎週数29週を目処にする。
未熟児網膜症のスクリーニング時期について、2013年の米国のガイドラインでは、在胎週数30週以下、出生体重1,500g以下が対象とされるが、日本においては、34週未満、1,800g以下の児が対象となっている。初診時期も、米国は生後4週、早くても31週からとされているが、日本では、生後3週、早くても29週とされている。
新生児医療の進歩により未熟児生存率が上昇した時代、未熟児医療施設に未熟児網膜症に対するリスク管理の知識が行き渡らず、1950年前後のアメリカでは小児失明原因のトップとなり、日本でも1970年前後には多発した。現在は経皮的酸素分圧モニターで未熟児の動脈酸素管理を行う。高濃度酸素投与以外にも、極低出生体重(1500g未満)で在胎期間が短い場合の未熟性、新生児呼吸窮迫症候群、脳室内出血、輸血、敗血症などが発症に複雑にからむと考えられている。
網膜血管は胎齢14週頃から発生を始め、枝分かれして成長して、30週で完成する。早産に伴い不安定な胎外環境に曝露し、網膜の血管が異常な方向に増殖するのが未熟児網膜症である。未熟児網膜症が進行すると、網膜を牽引して網膜剥離を起こし、重篤な視力障害、時には失明にいたる。

## 分類
活動期の分類には厚生省分類と国際分類がある。厚生省分類では発展段階を主に、比較的ゆるやかな経過のI型と、段階的な進行を経ず比較的早く進行して網膜剥離に至るII型に分類し、国際分類にはない瘢痕期分類が存在する。国際分類は病期(Stage ステージ)と病変位置・範囲(Zone ゾーン)の2つに分けた上でそれぞれを分類している。
段階的に比較的ゆっくり進行するI型2期(厚生省分類)までは自然治癒することが多いので経過観察となる。次の段階に進行すれば治療的介入が検討される。

### 国際分類（International classification）
Classic ROP
- stage 1 – Demarcation line
- stage 2 – Ridge
- stage 3 – Ridge with extra retinal fibrovascular proliferation (mild, moderate, severe)
- stage 4 – Partial retinal detachment
  - A. extra foveal
  - B. including fovea
- stage 5 – Total retinal detachment

Aggressive posterior ROP

## 治療
無血管野領域に対し、レーザー光凝固、網膜（キセノン）光凝固術や網膜冷凍凝固術を行うことがある。また、強膜バックリング手術や硝子体手術を行うこともある。
ETROP Trial に基づいた Classic ROP に対する網膜光凝固術の適応は下記の通りであり、さらに Aggressive posterior ROP も治療対象となる。
- Zone I, any stage ROP with plus disease
- Zone I, stage 3 ROP without plus disease
- Zone II, stage 2 or 3 ROP with plus disease

2019年11月、抗VEGF薬であるラニビズマブ（ルセンティス®）が未熟児網膜症の治療薬として効能追加の承認を取得した。
ラニビズマブの初回治療適応は、網膜光凝固術と同様に、ETROP trial の基準に準じるものとされた。RAINBOW study の結果に基づき、片眼1回につき0.2mgを投与することとなっている。

## 合併症
- 視力障害[18][19]
- 屈折異常
- 斜視
- 弱視
- 網膜剥離および失明
- 緑内障